# Cerkiew Zaśnięcia Matki Bożej w Zalău
Cerkiew Zaśnięcia Matki Bożej (rum. Biserica Adormirea Maicii Domnului) – dawna cerkiew greckokatolicka, obecnie prawosławna, znajdująca się w rumuńskim mieście Zalău.

## Historia
29 września 1912 Kościół Rumuński Zjednoczony z Rzymem podjął decyzję o budowie w Zalău własnej świątyni, wówczas miasto należało do parafii w Ortelcu.  George Pop de Basesti, właściciel banku Silvania, zakupił stojący tu dom mieszkalny z ogrodem i przekazał go wspólnocie. Do budynku dobudowano wieżyczkę, na której zawieszono dwa dzwony podarowane przez rodzinę de Basestiego. W 1914 erygowano parafię, a podczas I wojny światowej zakupiono okoliczne grunty i powiększono działkę. Po ustanowieniu Zalău siedzibą powiatu do miasta sprowadzono wielu urzędników, co skutkowało wzrostem liczby wiernych do ponad dwóch tysięcy. W 1922 parafię ustanowiono siedzibą protopopa, rozpoczęto również zbiórkę na budowę większej świątyni. W 1927 protopop Traian Trufasiu, wybrany w tamtym roku senatorem okręgu Sălaj, uzyskał dofinansowanie od Ministerstwa Kultu Religijnego. Do roku 1930 udało się zgromadzić fundusze w wysokości 3,5 miliona lei. Projekt świątyni sporządził eparchialny architekt Antoniu Salerbeck. Kamień węgielny wmurowano 13 lipca 1930, koszty budowy szacowano na około 10 milionów lei. 28 sierpnia 1930 parafię wyłączono z eparchii Gherli i włączono do eparchii Oradei. Z powodu kryzysu gospodarczego po ukończeniu fundamentów budowę wstrzymano, kontynuowano ją po zaciągnięciu kredytu w wysokości 2 mln lei. 9 września 1934 ukończoną cerkiew konsekrował bp Valeriu Traian Frențiu.
W 1948 roku władze rumuńskie zdelegalizowały działalność Kościoła Rumuńskiego Zjednoczonego z Rzymem, w następnych tutejsi kapłani potajemnie prowadzili życie wspólnoty. Budynek cerkwi przekazano Rumuńskiemu Kościowi Prawosławnemu. Po roku 1989 grekokatolicy podejmowali bezskuteczne próby odzyskania świątyni, ostatecznie w 1994 unici wznieśli własną cerkiew pw. św. Rodziny. 5 września 2010 cerkiew Zaśnięcia Matki Bożej została konsekrowana po remoncie przez bpa Petroniusza, a 13 lutego 2022 tenże hierarcha poświęcił dom parafialny.